# تومازو مارولدا
تومازو مارولدا (ایتالیایی: Tommaso Marolda؛  ‏ تلفظ ایتالیایی: [tomˈmaːzo]؛ ‏ زادهٔ ۱۴ ژانویهٔ ۱۹۸۱) بازیکن فوتبال اهل ایتالیا است.